# Guy Patin
Pour les articles homonymes, voir Patin.
Guy ou Gui Patin (lui-même signe toujours Guy), né le 31 août 1601 à Hodenc-en-Bray dans l'Oise à environ 15 km au nord-ouest de Beauvais et mort le 30 mars 1672 à Paris, est un médecin et un épistolier français.

## Biographie

### Famille et études
D'une famille du Beauvaisis, Guy Patin est le fils de François Patin, sieur des Préaux, avocat et intendant de Gaspard d'Auxy-Monceaux, et de Claire Manessier. Il est né au hameau de La Place, à 2 km au nord-est du centre du bourg qui s'appelle alors Houdan. Il est l'aîné d'une fratrie de sept enfants, deux garçons et cinq filles. C'est son père qui commence son éducation en lui faisant lire « encore tout petit » les Vies parallèles de Plutarque ; à partir de 9 ans il fait ses petites classes à Beauvais, puis il est envoyé vers 13 ans étudier la philosophie deux ans à Paris au collège de Boncourt. En désaccord avec son père, mais surtout avec sa mère, qui souhaite lui faire embrasser la carrière ecclésiastique. En 1622 , il entreprend des études de médecine et ne voit plus sa mère pendant cinq ans. Sans ressources, il alors travaille comme correcteur d’imprimerie (aux dires de Théophraste Renaudot et de Pierre Bayle), jusqu’à ce que ses parents finissent par s'amadouer et lui paient ses études de médecine.

### Médecin de la Faculté de Paris
Il est reçu docteur en médecine le 7 octobre 1627 et quelques semaines plus tard il reçoit le grade de docteur régent, de la Faculté de médecine de Paris. Il  préside sa première de thèse le 16 décembre 1627 ; il en est élu doyen le 5 novembre 1650, renouvelé pour une année (comme c'est alors la coutume) le 4 novembre 1651. Son décanat dure donc 2 ans. Le 16 octobre 1654, il est nommé professeur d'anatomie, botanique et pharmacie du Collège Royal de France, en survivance de son maître Jean Riolan ; il y prononce sa leçon inaugurale le 1er mars 1655 ; il prend complète possession et jouissance de sa chaire après la mort de Riolan, le 19 février 1657. Guy Patin ne brille guère comme scientifique ; il sert même sans doute de modèle à Molière pour le personnage de Thomas Diafoirus de son Malade Imaginaire. Dans sa correspondance (française et latine) comme dans ses thèses (toujours en latin), Patin se montre opposé, ou au mieux indifférent, aux nouveautés physiologiques (circulation du sang, de la lymphe) ou thérapeutiques (antimoine, quinquina) de son temps. Il s'opposa ainsi à Jean Chartier sur l'antimoine, et à William Harvey sur la circulation du sang.

Ses maîtres à penser sont Hippocrate et Galien, et leur kyrielle de disciples dogmatiques. Comme celle des médecins orthodoxes de son temps, la méthode médicale de Patin repose sur l'observation du cours de la maladie (crudité, coction, crise), et sur la restauration du bon équilibre des humeurs par la saignée vigoureuse et la purge modérée : 

« Les pharmaciens de vos quartiers mentent aussi impudemment que les nostres, afin de debiter leurs drogues. Voici la vérité du vin emetique, afin qu'ils n'en facent acroire à personne. »

### Homme de lettres

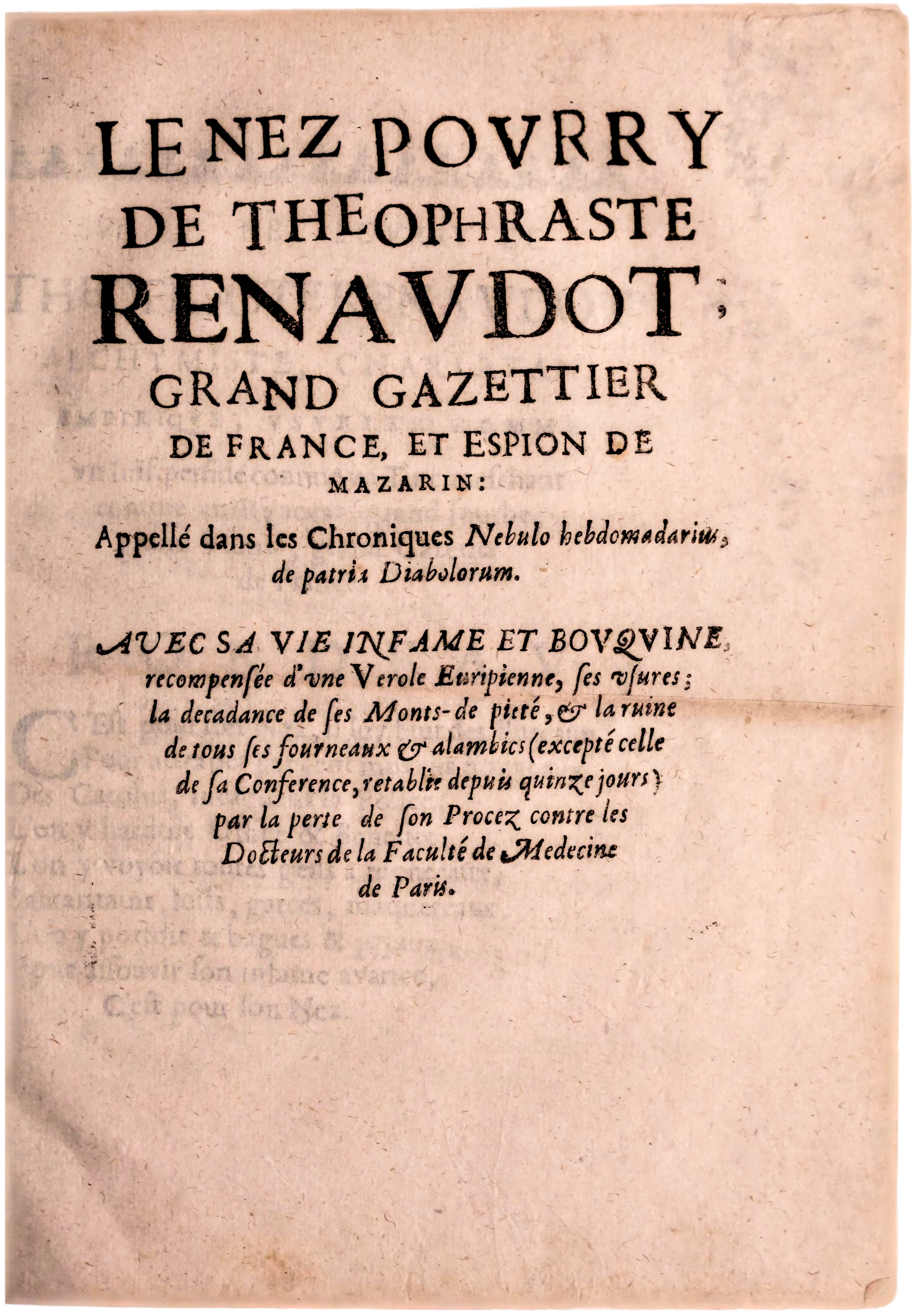
Mazarinade contre Renaudot.

#### Un orateur et un convive hors pair
Patin ne brille pas par ses talents de médecin ouvert aux nouvelles découvertes, mais il est très connu de son vivant comme polémiste en faveur non seulement de la tradition médicale orthodoxe, mais aussi en faveur de la Faculté de Paris contre celle de Montpellier réputée pour son enseignement des méthodes modernes nouvelles. Un célèbre procès l'oppose en 1644 à un médecin de Montpellier, Théophraste Renaudot, qui entend exercer la médecine, et l'enseigner au pied du malade, dans son bureau d’adresses (un centre de soins aux indigents) de Paris. L’érudition et la présence d’esprit de Patin, au service de sa méchanceté contre Renaudot, font l’admiration lors de sa plaidoirie pour la Faculté de médecine de Paris. « M. Patin gagna hautement sa cause contre lui,. »
Ses conférences publiques (alors appelées leçons) ne désemplissent pas, mais plutôt par leur verve souvent sarcastique et les satires, que Patin aime brosser, que par leur intérêt scientifique. Quand il est reçu à dîner, de grands seigneurs (comme Guillaume de Lamoignon, premier président du Parlement de Paris) plaçaient un louis d’or sous son assiette, « tant ils prenaient de plaisir à son entretien. »

#### Les publications de Guy Patin
De son vivant, Patin publie peu. Hormis ses thèses, dont plusieurs ont un grand retentissement dans toute l'Europe, il publie aussi ses Leçons au Collège de France, Les 11 observations de Guy Patin et Charles Guillemeau sur les us et abus des apothicaires en 1648, le Traité de la Conservation de santé en 1632 et il participe à l'édition de plusieurs ouvrages médicaux rédigés par des auteurs qu'il admire : Jean Riolan et aussi son fils, médecin également, qui se prénomme aussi Jean, ou Daniel Sennert ou encore Caspar Hofmann[réf. nécessaire]. En 2022, le professeur d'histoire de la philosophie à l'Université du Piémont Oriental Gianluca Mori lui attribue la paternité du Theophrastus redivivus, alors que le livre est publié anonymement et que l'identité de son auteur est demeurée inconnue pendant quatre cents ans.

#### Un bibliophile
Sa bibliomanie (mot dont Vigneul-Marville lui attribue la paternité,) est omniprésente dans ses lettres : « Patin avait l’ambition des humanistes, déjà vaine et fort dépassée au XVIIe siècle, de posséder tout ce qui avait été imprimé, d’avoir tout remisé dans sa bibliothèque et tout lu. Les mentions de livres, de thèses et de discours surabondent dans ses lettres. » Il possédait l'une des plus riches bibliothèques privées de Paris.

#### Intérêt de sa correspondance
Ses qualités d’esprit sont particulièrement manifestes dans ses Lettres, qu'il ne destinait pourtant pas à être publiées : « Mais dites-moi tout de bon, n’avez-vous point de honte de garder ces misérables paperasses ? Je vous conseille, et me croirez si me voulez obliger, d’en faire un beau sacrifice à Vulcain, cela ne mérite ni d’être gardé, ni d’être montré », mais surtout, du fait des innombrables détails qu'il y donne, et lues avec tout le recul critique nécessaire, ces lettres sont une ressource de choix pour les historiens de la médecine et du premier XVIIe siècle, déjà depuis la fin XVIIe siècle comme le confirme Suzanne Duval dans son ouvrage et Loïc Capron enfonce le clou : « Patin vaut bien moins par sa personne que par les lucarnes sans nombre qu’il nous ouvre sur son temps. »

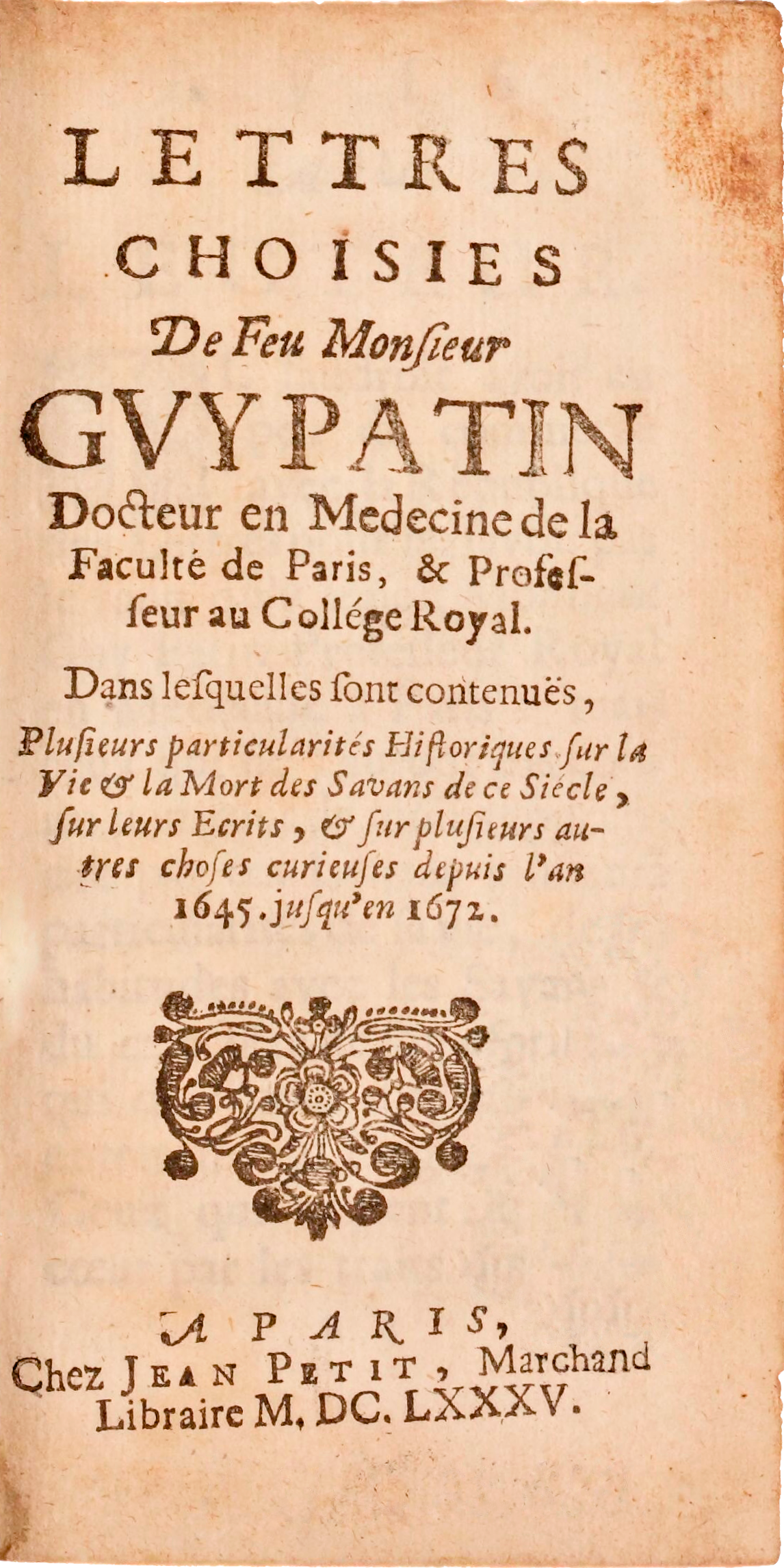
Édition posthume des Lettres choisies de Guy Patin.

Guy Patin est un épistolier très prolifique et parfois redouté. Sa correspondance, commencée en 1630 et poursuivie jusqu'à sa mort, est double : française (plus d'un millier de lettres principalement écrites à deux médecins de Lyon, André Falconet et Charles Spon, à un médecin de Troyes, Claude Belin, et à un autre de Beaune, Jean-Baptiste de Salins) et latine (quelque 450 lettres écrites à plus de 60 savants d'Europe). Il y conte, par le menu, quantité de choses sur la médecine et les autres sciences, la religion, la politique, l'histoire ou les faits divers de son époque.
« Saillies et bons mots abondent dans ses lettres, avec des hardiesses de toutes sortes, une malveillance visible, beaucoup de passion, de la crudité et quelquefois de la grossièreté ». Son style libre, plaisant, léger et humoristique l'a fait considérer comme appartenant au libertinisme érudit du XVIIe siècle. « Gui Patin, dit Vigneul-Marville, était satirique depuis la tête jusqu’aux pieds… Son chapeau, son collet, son manteau, son pourpoint, ses chausses, ses bottines, tout cela faisait nargue à la mode et le procès à la vanité. Il avait dans le visage l’air de Cicéron, et dans l’esprit le caractère de Rabelais. ».

#### Publications de sa correspondance
Les premières publications de ses lettres interviennent vingt ans après la mort de Guy Patin. On sait maintenant que c'est son fils Charles qui les choisit, en les expurgeant et remaniant pour leur publication. Elles ont de nombreuses rééditions. Gustave Vapereau fait une recension de ces publications dans son ouvrage de 1876 Dictionnaire universel des littératures. Un travail exhaustif est entrepris au début du XXIe siècle par Loïc Capron, professeur de médecine de l'Université Paris-Descartes, qui aboutit à la mise en ligne d'une édition électronique à partir de mars 2015, sur le site de la Bibliothèque interuniversitaire de santé de la Correspondance complète et autres écrits de Guy Patin

#### Critique de sa correspondance
À bien des égards, Guy Patin est à considérer comme un esprit du XVIe siècle égaré dans le XVIIe siècle. Pour la religion, il était catholique, du moins de façade, mais avec une profonde aversion pour Rome, son pape, ses moines et ses jésuites ; ce qui créait en lui une forte attirance pour le jansénisme et même le calvinisme. Mais pour l'universitaire Gianluca Mori, il est précurseur en matière de profession d’athéisme, car il est l’auteur du livre Theophrastus redivivus, rédigé avec ses amis Gabriel Naudé et Pierre Gassendi et publié anonymement. Il faut cependant se garder de vouloir pénétrer l'âme et les sentiments d'un homme dont une insigne particularité était d'être caméléon : il écrivait ce qu'il savait plaire à son correspondant, en se gardant soigneusement de le froisser en quelque façon. Joint à ses sarcasmes, ce trait ne rend guère le personnage attachant, mais ce qu'il raconte dans ses lettres est presque toujours intéressant, curieux ou plaisant.

Or, selon Bayle, « l'auteur s’y est peint au naturel, et c'est ce qui en rend la lecture plus agréable. »

« Ses lettres, écrites pour l’intimité, montrent l’homme tout entier et au naturel. Familières, sans prétention, souvent enjouées, elles ont le laisser-aller d’une conversation et l’agrément d’une confidence. Les incorrections n’y manquent pas, et la phrase française y est fréquemment coupée par des passages en latin, langue que l’auteur affectionnait et écrivait avec élégance. »

Après 25 ans de travail sur toute la prose de Guy Patin, le professeur Capron écrit :

« Une fois bien prévenu sur la personne de Guy Patin et sur l’immobilité de son dogmatisme, ses lettres et autres écrits méritent amplement d’être lus, pourvu que ce soit avec discernement : pour leur tournure singulière, pour leur curiosité historique et médicale, pour les multiples historiettes qui y fourmillent. Je n’y aurais sûrement pas consacré tant d’années s’ils ne m’avaient instruit, distrait et charmé, bien au-delà de tout ce qu’on peut justement leur reprocher. »

### Ses correspondants

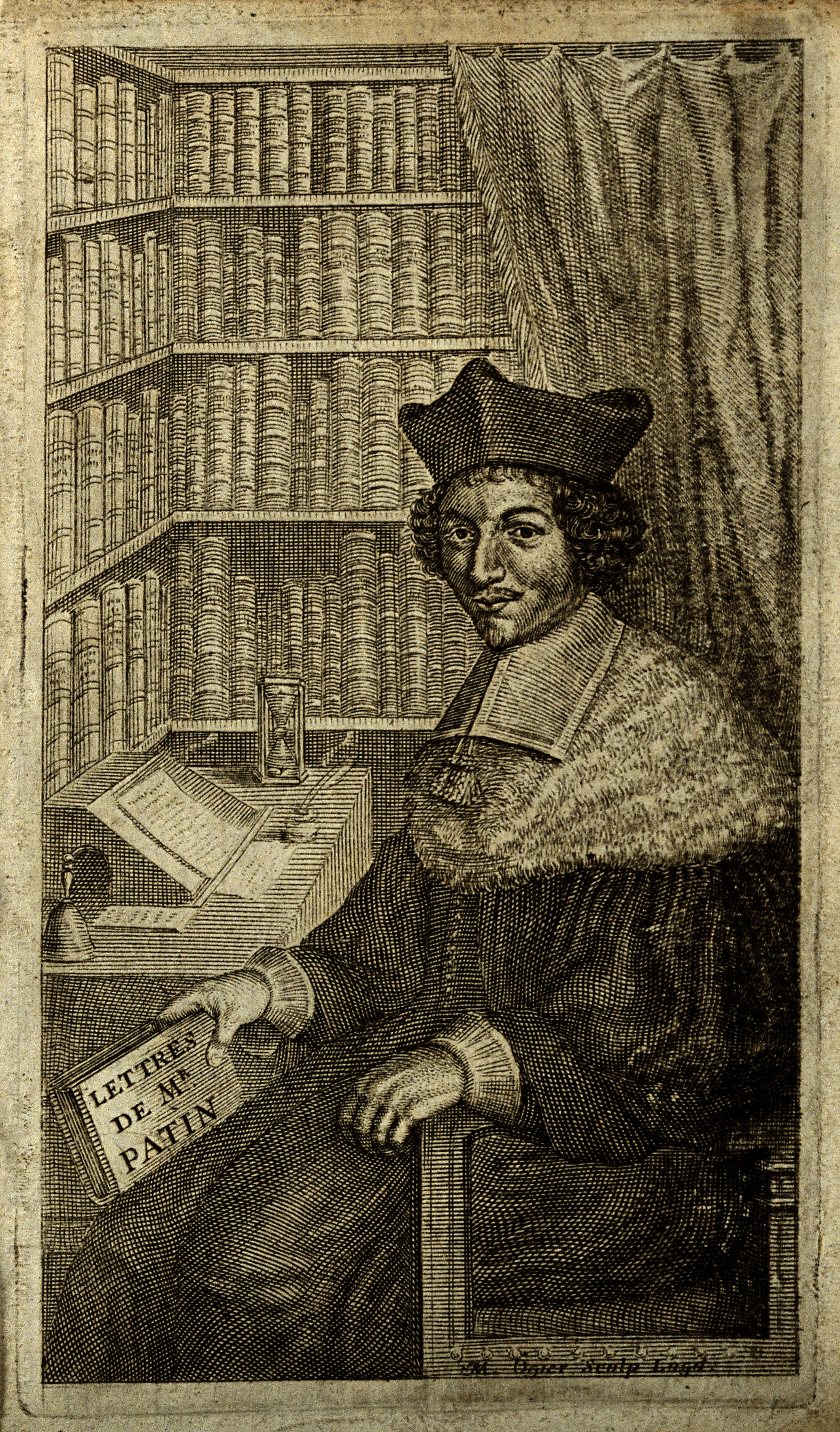
Gravure de Guy Patin par Mathieu Ogier.

On connaît 1511 lettres écrites par Guy Patin, auxquelles il faut ajouter 98 lettres qui lui ont été envoyées. Ces lettres sont inégalement réparties entre 117 correspondants français et étrangers. La majorité de la correspondance retrouvée est adressée à ces trois correspondants français : André Falconet, Charles Spon et Claude Belin. En effet, sur la totalité de la correspondance retrouvée, 955 lettres ont été adressées à ou reçues de ces trois derniers (soit 59,4% de la correspondance retrouvée). Les trois hommes sont médecins, deux d'entre eux exerçaient à Lyon (Charles Spon et Falconet), le dernier, Claude Belin était troyen. Le début de la rédaction de sa correspondance coïncide avec le lancement de sa carrière de médecine de la Faculté de médecine de Paris. Le reste de la correspondance ne permet de connaître l'assiduité des échanges et l'ampleur des relations que Guy Patin entretenait avec les autres correspondants. En effet, nombreuses sont les lettres uniques. Pierre Gassendi, Antoine Blampignon, Monseigneur François du Bosquet, Ismaël Boulliau, Willem Canter, Charles Challine, Michael Heinrich Horn, Hendrick Vander Linden, Bernhard von Mallinckrodt et Otto Sperling n'ont reçu qu'une lettre de Guy Patin entre 1630 et 1672.

### Famille et descendance
Du mariage de Guy Patin avec Jeanne de Janson en 1628, naquirent dix enfants (dont cinq passèrent le bas âge). Deux de ses fils, Charles Patin (1633) et Robert (né en 1639), furent comme lui docteurs régents de la Faculté de médecine de Paris. Ils firent la fierté de leur père, mais causèrent aussi la misère et l'immense détresse qui noircirent la fin de sa vie : Robert (mort en 1670) engagea des procès contre lui, provoquant sa ruine, et l'obligeant à céder sa très chère bibliothèque et sa belle maison ; Charles, son fils préféré, empêtré dans un trafic de livres clandestins, dut s'enfuir de France à la fin de 1667 pour ne plus jamais revoir son père.
À la mort de ses beaux-parents, Madame de Janson meurt en 1650, son épouse hérite de leur maison, une maison des champs comme l'écrit Patin, située à Cormeilles-en-Parisis, et sur laquelle il a beaucoup écrit car il s'y trouvait bien. Son épouse et ses enfants y ont beaucoup séjourné.
Guy Patin est mort le 30 mars 1672, à 71 ans. Il est enterré en l'église de Saint-Germain l'Auxerrois, face au Palais du Louvre.

## Hommages

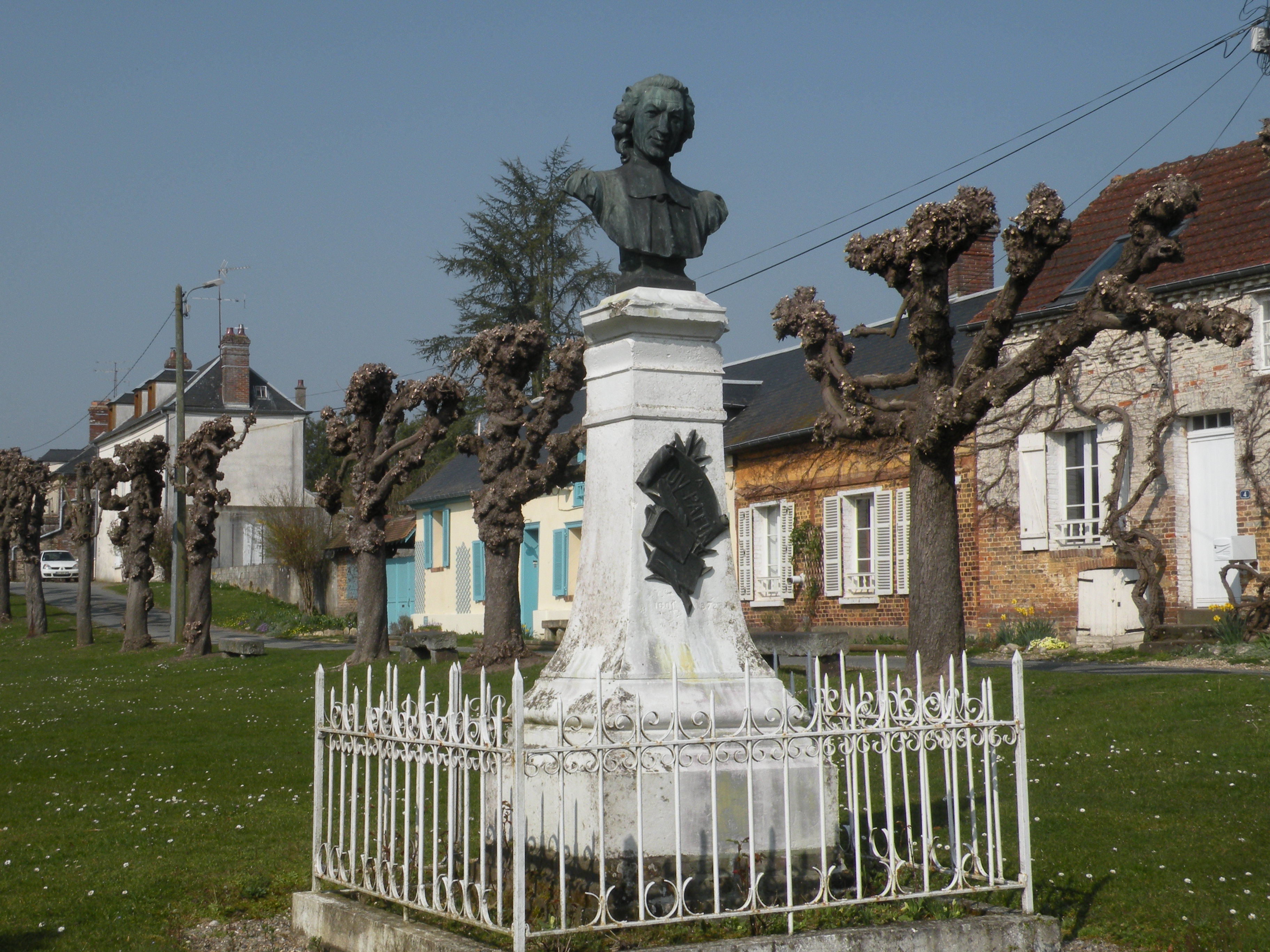
Statue de Guy Patin dans sa ville natale, Hodenc-en-Bray.

### Voies
- Cormeilles-en-Parisis a donné son nom à l'une de ses rues, celle qui passe devant sa maison,
- Paris dans le 10e arrondissement,
- Beauvais mais sous l'orthographe Gui Patin,
- Hodenc-en-Bray la place du village, en bordure de la D22 et jouxtant l'église se nomme Gui Patin.

### Statuaire
- À Hodenc-en-Bray un buste de Guy Patin en bronze, dû au sculpteur Étienne Leroux, sur un piédestal en pierre, s'élève sur la place à son nom, grâce à une subvention nationale. Il est inauguré le 18 août 1898[43],[44].

## Sources et bibliographie
- René Pintard, La Mothe le Vayer, Gassendi, Guy Patin : études de bibliographie et de critique suivies de textes inédits de Guy Patin, Publications de l'Université de Poitiers, vol. 5, série Sciences de l'homme, Publications de l'université de Poitiers, Boivin, 1943
- Gustave Vapereau, Dictionnaire universel des littératures, Paris, Hachette, 1876, p. 1554, consultable sur Gallica. Le présent article est en partie copié littéralement de celui de Vapereau.
- Thèse de l’École des chartes de Laure Jestaz (2001)
- Françoise Waquet, Guy et Charles Patin, père et fils, et la contrebande du livre à Paris au XVIIe siècle in Journal des savants, 1979, no 2. p. 125-148.
- Armand Brette, La France au milieu du XVIIe siècle (1648-1661) d'après la correspondance de Gui Patin, Paris, Armand Colin, 1901
- Loïc Capron, Correspondance française de Guy Patin, édition critique en ligne sur le site de la Bibliothèque interuniversitaire de Santé.